# OZ Architect
OZ, voorheen OeverZaaijer Architectuur, is een Nederlands architectenbureau. Het heeft zijn hoofdkantoor in Amsterdam.
Het bureau werd in 1990 door ir. J.R. van den Oever opgericht, in 1991 vervoegd door ir. Wouter M. Zaaijer. In 1996 werd het de Maatschap Van Den Oever Zaaijer & Partners Architecten.

## Portfolio
- Kantoorgebouw Atradius - Amsterdam Riekerpolder
- The Duchess - Amstelkwartier, Amsterdam
- Van der Valk Hotel - Amstel, Amsterdam
- The Curve - TT Vasumweg, Amsterdam-Noord (2012)
- BOLD - Overhoeks, Amsterdam
- CHANGE= - Amsterdam
- East House - Amsterdam-Zuidoost (2020)
- The Terraced Tower - Rotterdam
- Holland Casino - Utrecht
- B-PROUD - Den Haag[2]
- Orato in Amsterdam-Oost

## Fotogalerij

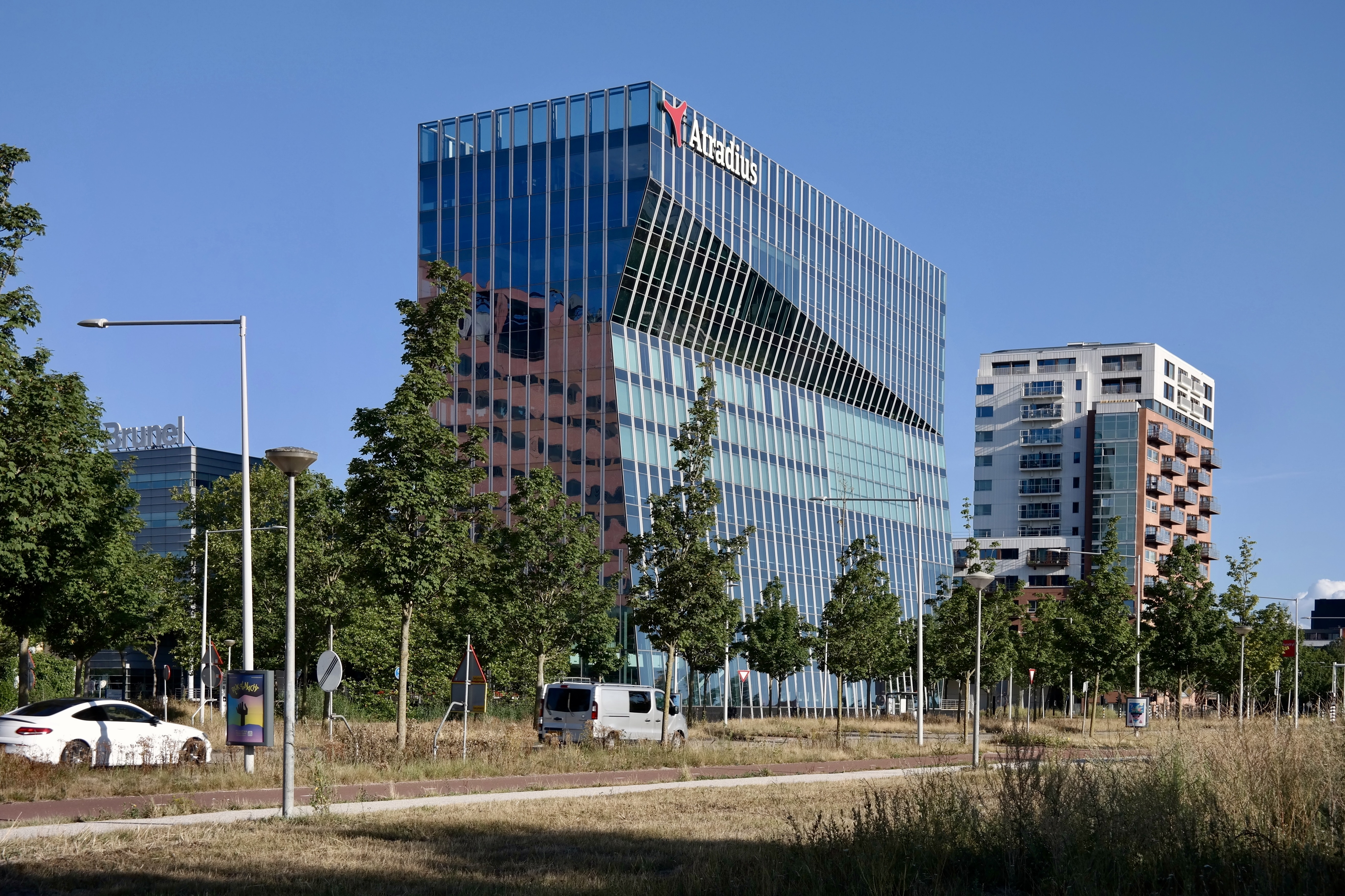
Kantoorgebouw Atradius, Amsterdam
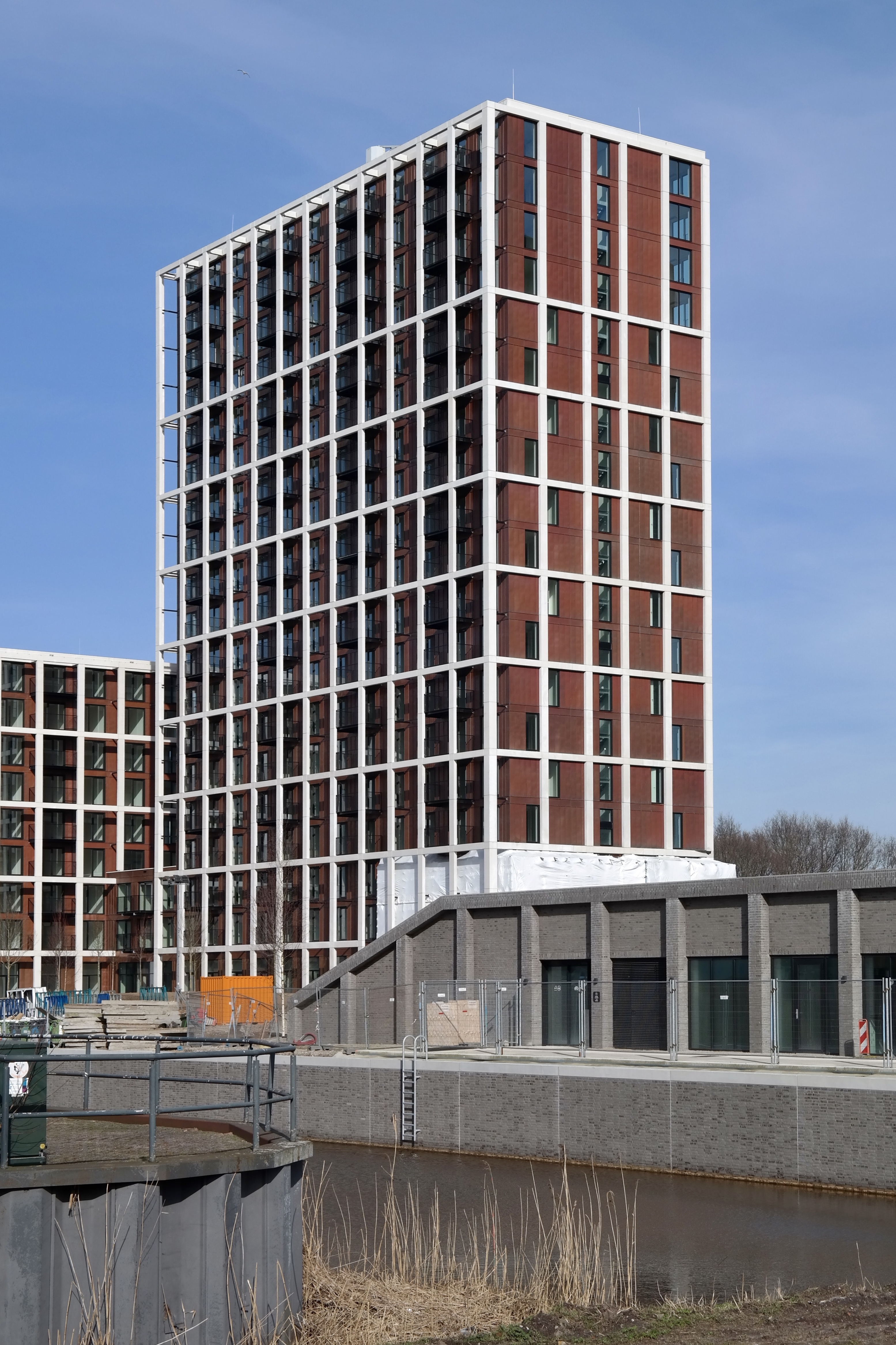
North House van het OurDomain project, Amsterdam Zuidoost
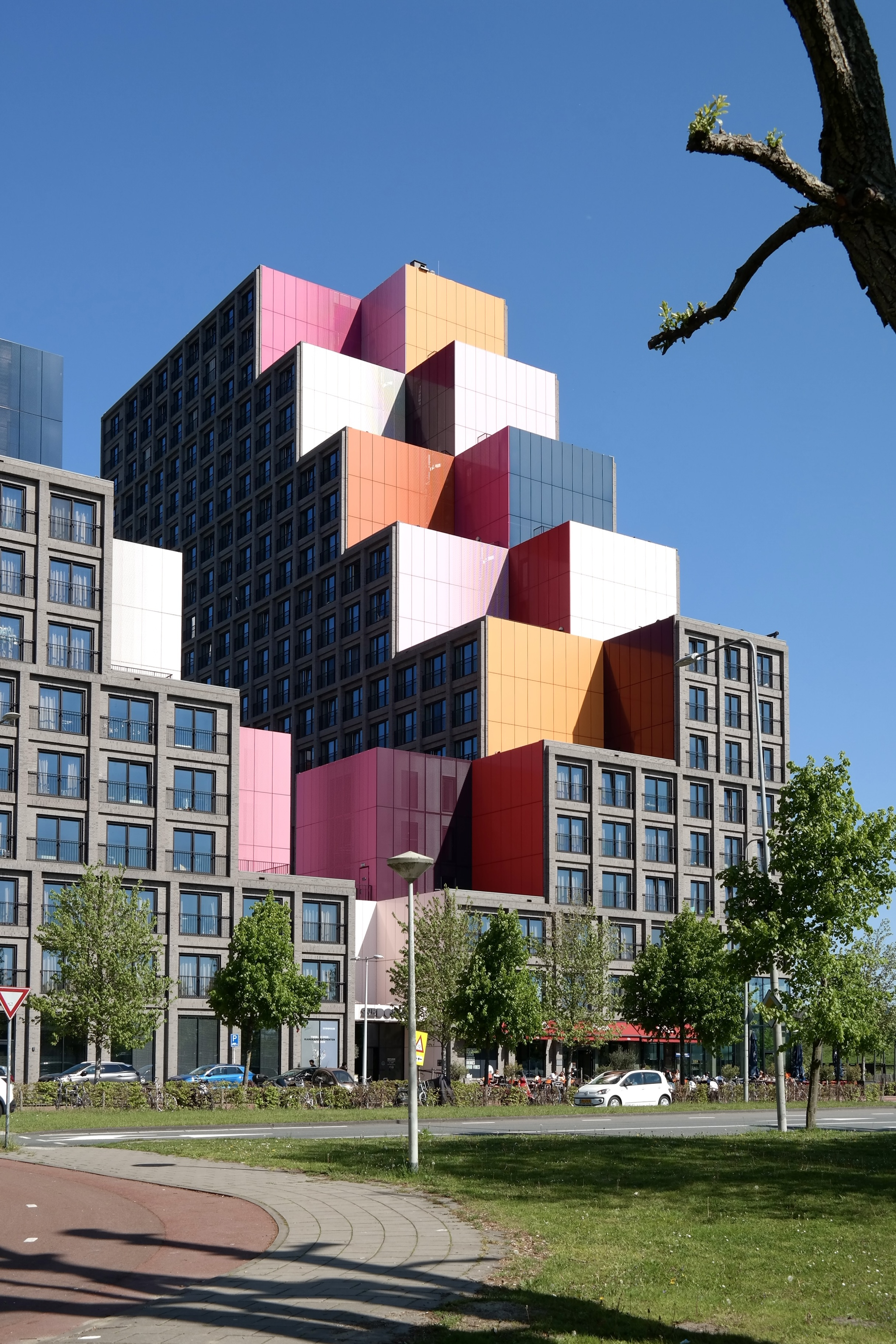
East House van het OurDomain project, Amsterdam Zuidoost
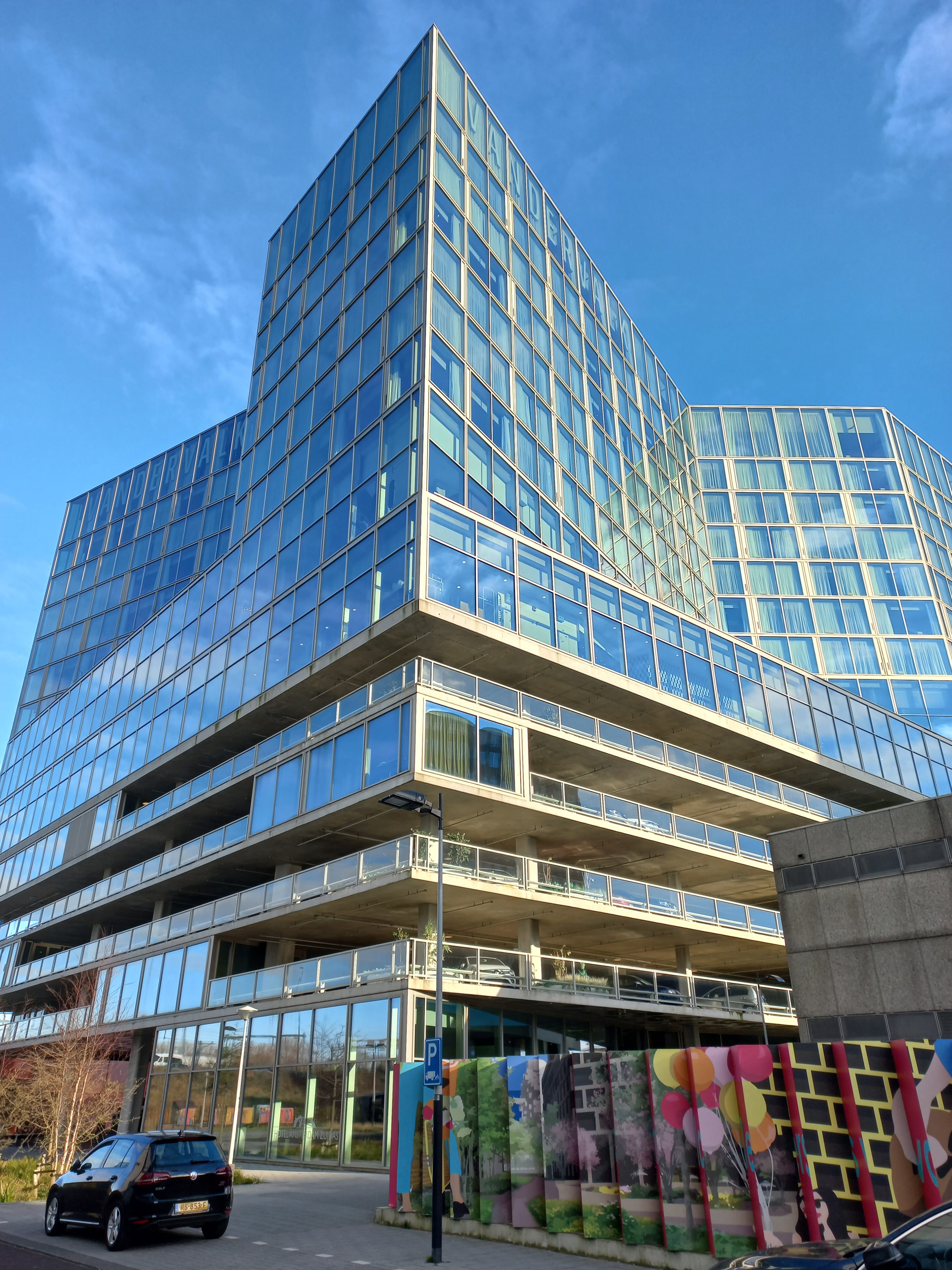
Van der Valk Hotel, Amsterdam-Zuid
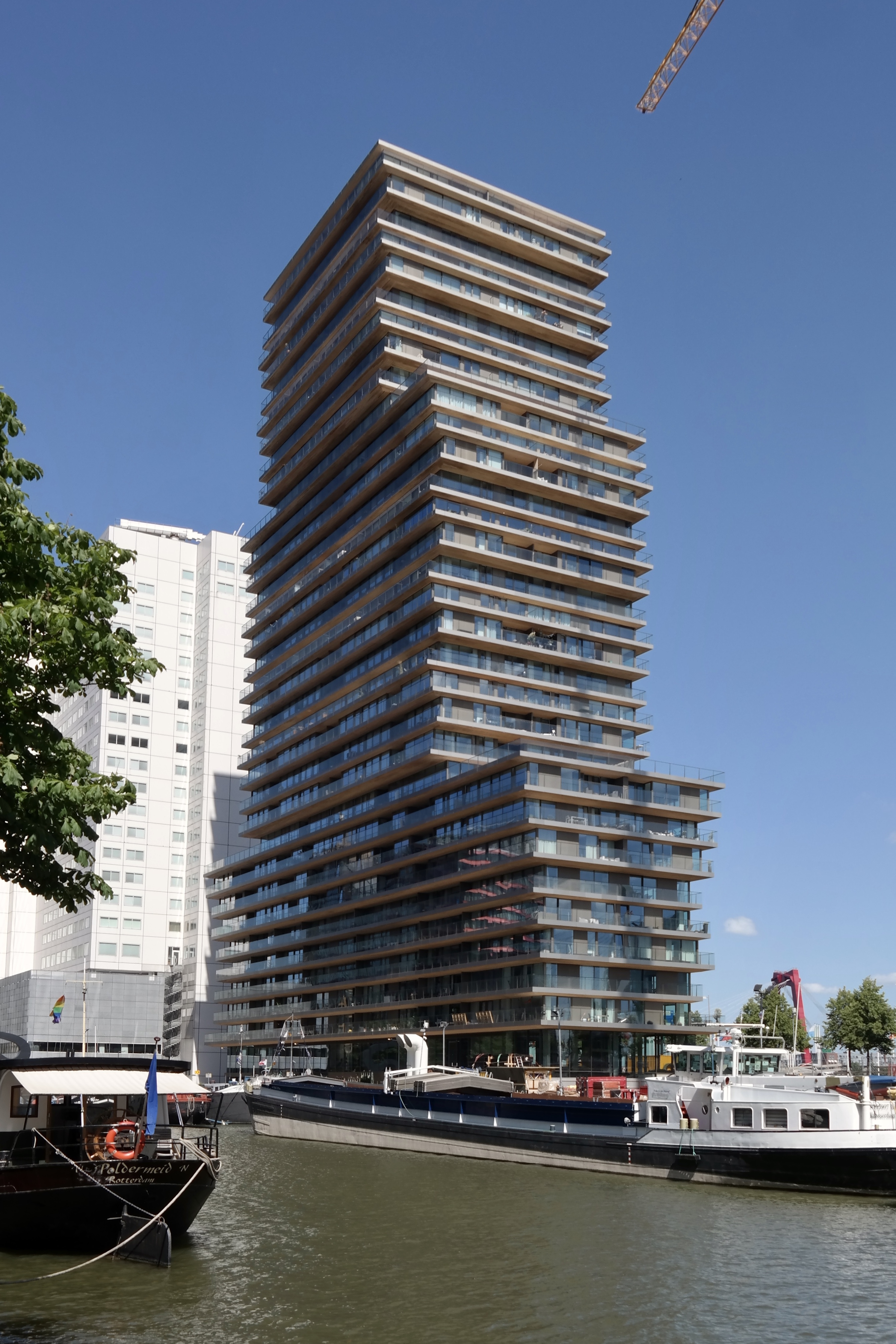
Terraced Tower, Rotterdam
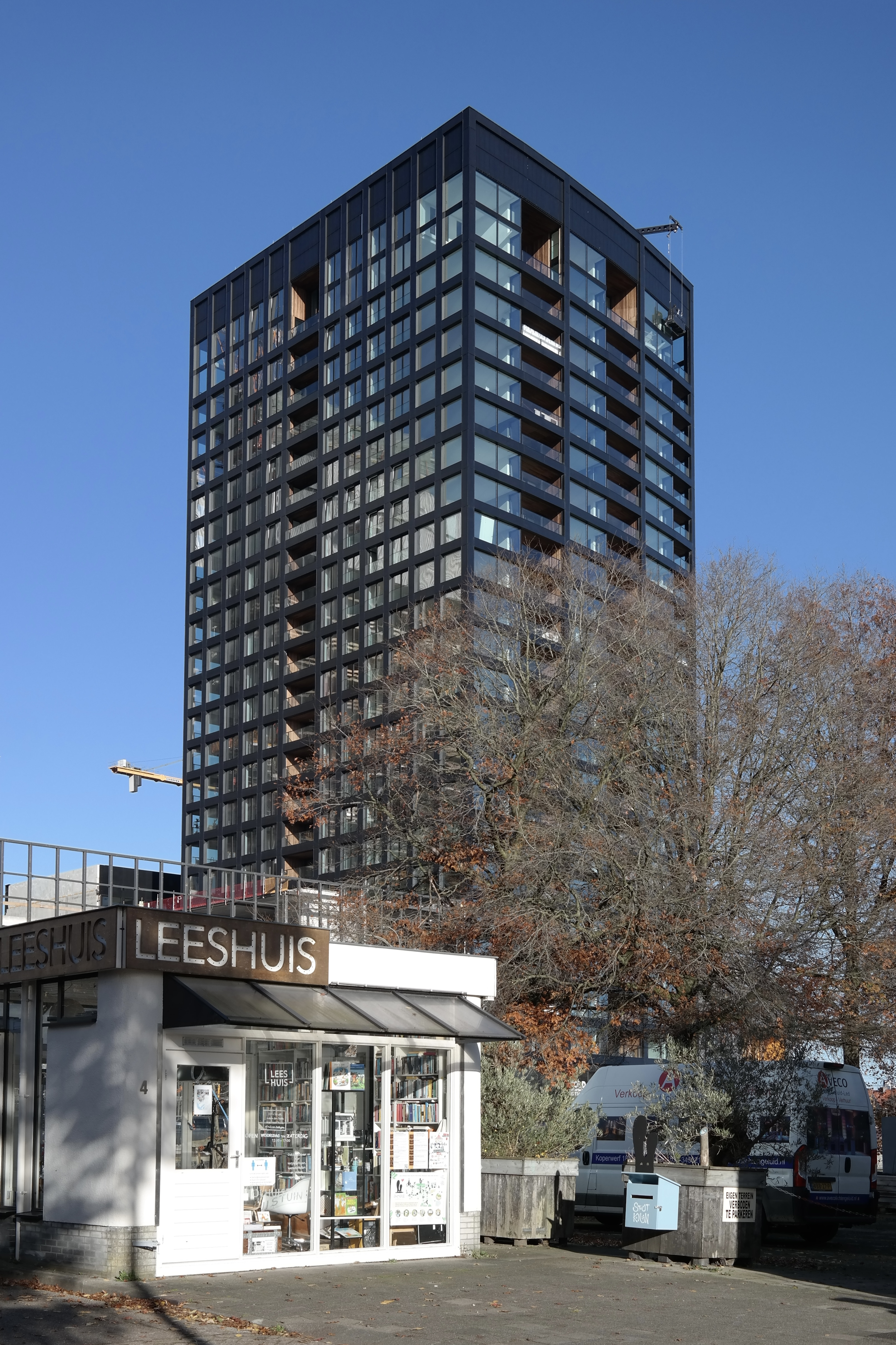
BOLD, Amsterdam-Noord
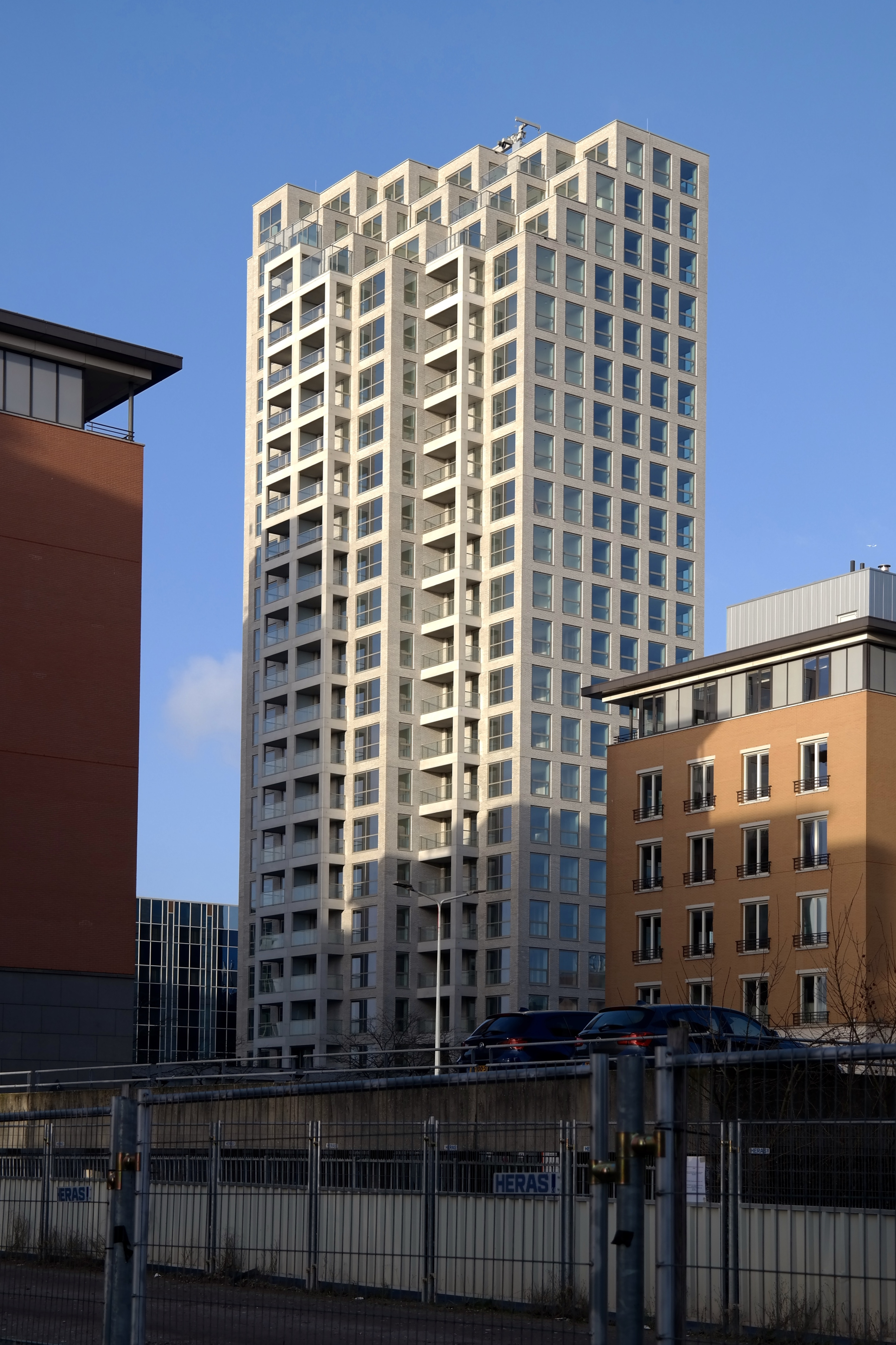
Woontoren Karsp, Amsterdam Zuid-Oost
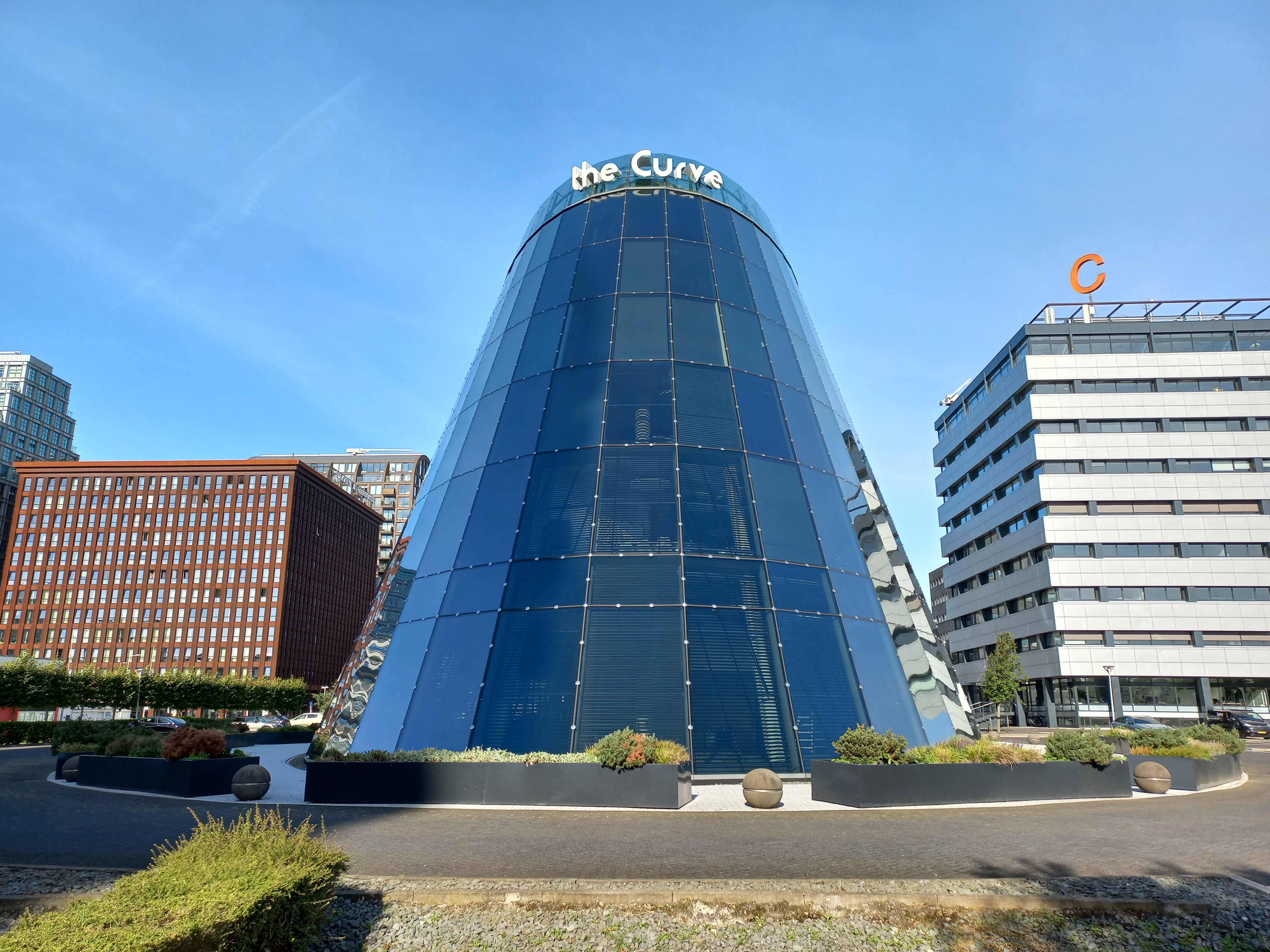
The Curve, Amsterdam-Noord
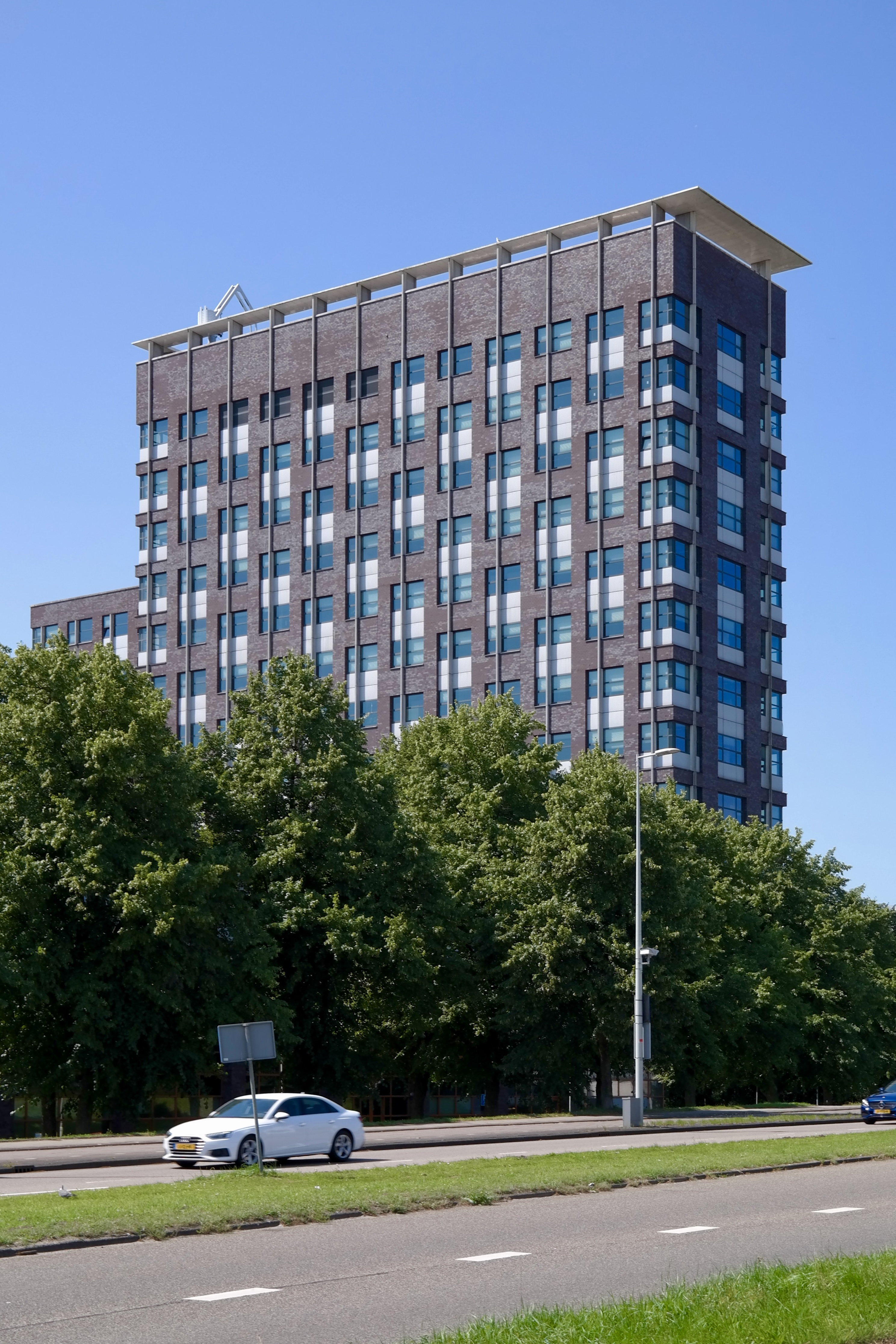
Woongebouw Triade, Amsterdam De Baarsjes